# Мирадино
Мира́дино (бел. Мірадзіна) — деревня в составе Сычковского сельсовета Бобруйского района Могилёвской области Республики Беларусь.

## Население
- 1999 год — 109 человек
- 2010 год — 87 человек